# 27 에우테르페

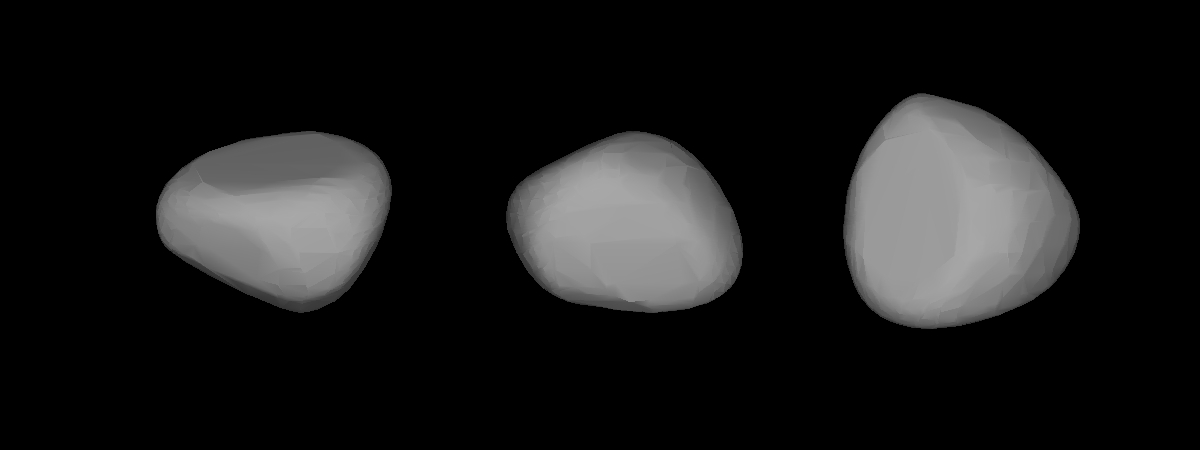

27 에우테르페는 소행성대의 소행성이다.